# Hot Topic (azienda)
Hot Topic è una catena di negozi statunitense di abbigliamento, accessori e prodotti musicali.

## Storia
Il primo punto vendita della Hot Topic venne aperto il novembre 1989 a Montclair Place, nell'omonima cittadina californiana.
Nel 2007 circa il 40% dei ricavi della Hot Topic derivava dalla vendita su licenza di magliette di gruppi musicali.
Nel 2013 l'azienda venne acquisita dalla Sycamore Partners per 600 milioni di dollari.
Oggi la Hot Topic presenta oltre 630 punti vendita in tutto il Nord America.